# Lejonet och svinet

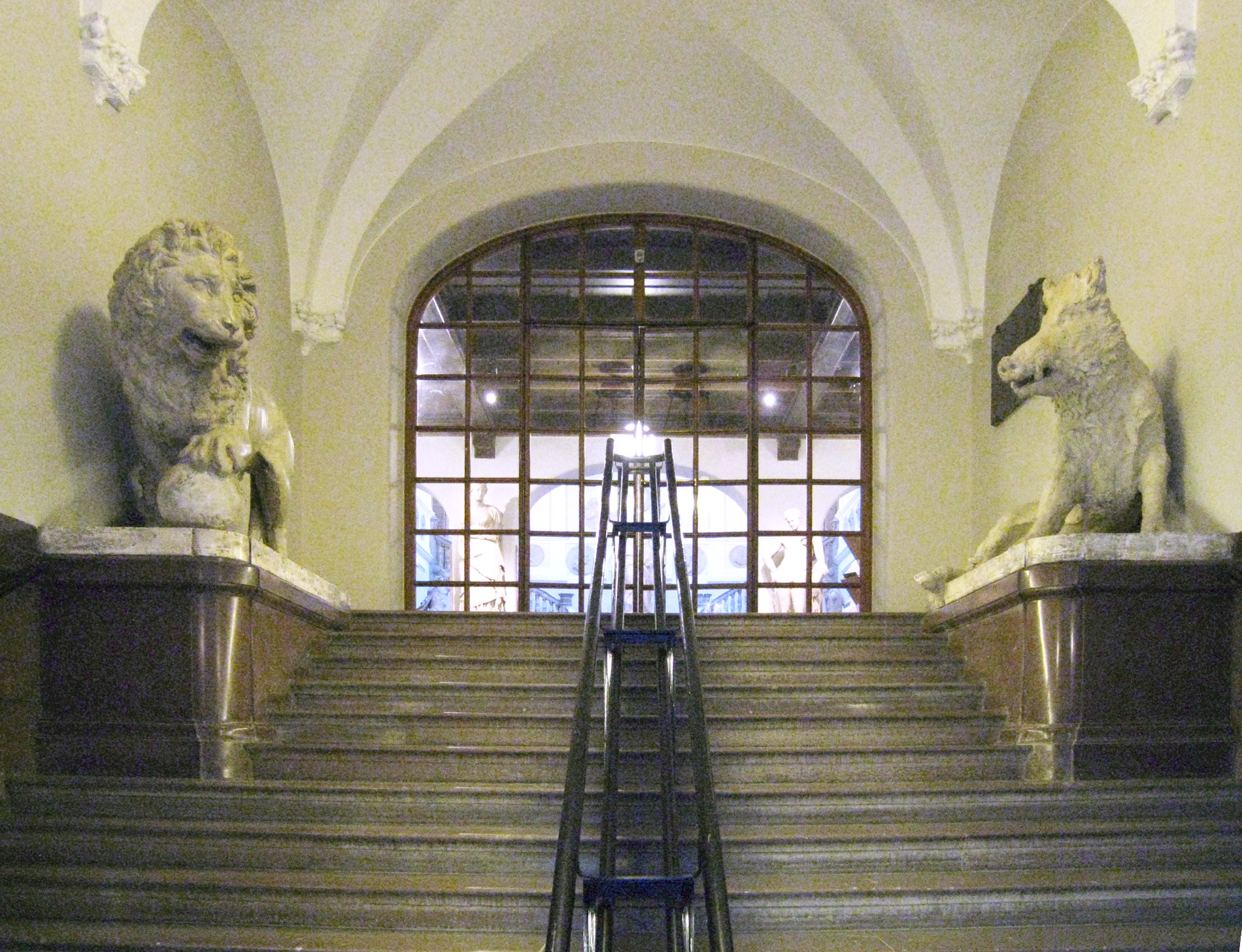
Lejonet och vildsvinet i gips står sedan 1735 på vardera sidan av trapphallen till Konstakademiens hus.

Lejonet och svinet är två statyer i brons föreställande ett lejon och ett vildsvin efter antika förebilder, placerade i entréhallen i Konstakademiens hus och avgjutna vid Kungliga konsthögskolan, båda i Stockholm.
- Lejonet är en kopia av Medici-lejonet av Flaminio Vacca(en) (cirka 1570–1594), med tillägg av den svenska heraldiska nationalsymbolen tre kronor på klotet under lejonets vänstra tass.
- Svinet är en kopia av Porcellino(en) av Pietro Tacca (cirka 1634).

## Trapphallen i Konstakademiens hus

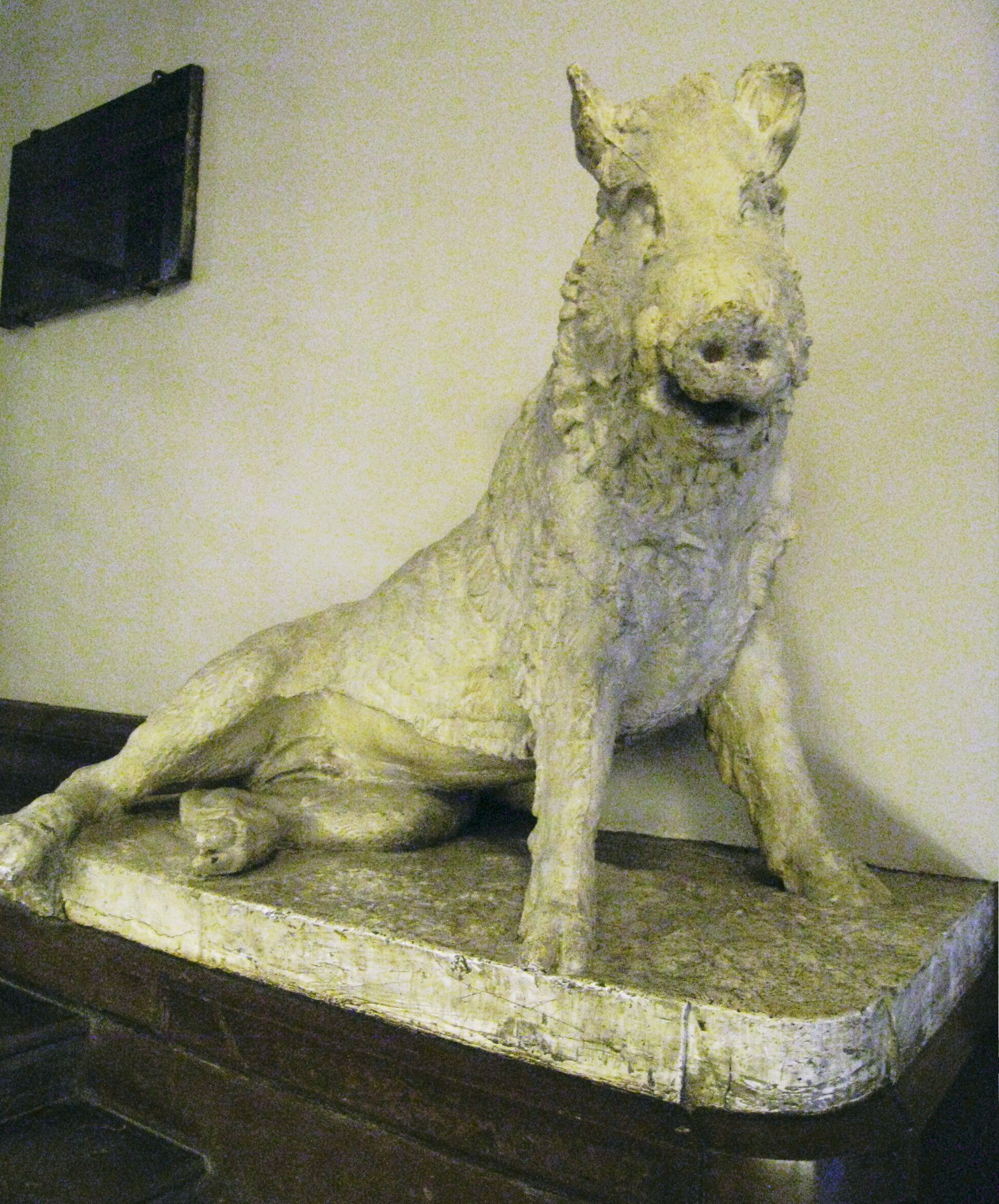
Det florentinska vildsvinet i gips.

I entrén till Konstakademiens hus på Fredsgatan 12 är "Lejonet och vildsvinet" det första man möter. Svinet har alltid väckt uppmärksamhet för sin jordnära realism i kontrast till det mer värdiga Lejonet, som är ett djur som av tradition symboliserat stater och furstar. De båda gipsskulpturerna ingår i en större samling antika skulpturer, som förvaltas av Konstakademien ända sedan akademien bildades år 1735. Svinet är en avgjutning efter romersk skulptur, nu i Uffizierna, Florens. Originalgjutningarna beställdes av Nicodemus Tessin den yngre (1654-1728) och kom till Sverige 1698.
Svinet kom till Sverige redan 1698, men är i sin tur en avgjutning efter en antik skulptur. Denna raggiga vildsvinshanne satt i farstun redan 1780. Då hade Akademien precis flyttat in i det hus som den fått av styckgjutare Gerhard Meyer (1704–1784), och som idag är inbakat i den nuvarande byggnaden. 1754 hade Meyer förvärvat Sparreska palatset på Fredsgatan och 1775 skänkte han palatset till Målare- och Bildhuggareakademien, som sedermera blev Kungliga Akademien för de fria konsterna.
Det antika lejonet tros vara daterat till första århundradet efter Kristus. Vildsvinet hittades vid en utgrävning i Rom, tillsammans med andra skulpturer vilka bildade en jaktscen.
Även vildsvinet ingick från början troligen i en skulpturgrupp. Motivet till myten om den grekiske prinsen Meleagros jakt på det kalydoniska vildsvinet har många velat knyta ihop med vildsvinet. I grekisk mytologi är det kalydoniska vildsvinet eller den kalydoniska galten ett monster, skickat av Artemis för att förhärja staden Kalydon. Vildsvinet är ett av de ktoniska monstren. För att värva de bästa jägarna i Grekland sände Oineus ut budbärare. Bland dem som hörsammade kungen fanns några av argonauterna, kungens egen son Meleagros och en kvinna, jägaren Atalante. Den som besegrade vildsvinet skulle få dess huvud och hud som pris.
För sitt eget skapande har flera konstnärer inspirerats av svinet. Den mest kände i Sverige är Carl Milles. I parken vid Ulriksdals slott kan man se Två vildsvin från 1929.
Så länge som Konstakademien också hade en konstskola gav dessa gipsstatyer upphov till ett talesätt på skolan. Man sade att nya elever kom in som oborstade svin, men efter några års utbildning kom de ut igen som lejon. De unga lejon som kommit in på skolan lärde sig bråka och supa som svin, sedan kom de ut som fullfjädrade bohemer, och var redo att leva upp till den romantiska konstnärsmyt som allmänheten förväntade sig. Man kunde även säga tvärtom, det vill säga att den antagna eleven gör "sitt intåg som ett lejon" och "sitt uttåg som ett svin". Stolt träder den antagna eleven in i skolan, men efter år av luttrad erfarenhet på konstens snåriga bana träder han ut "en aning bökig".

## Entrén till Kungliga Konsthögskolan

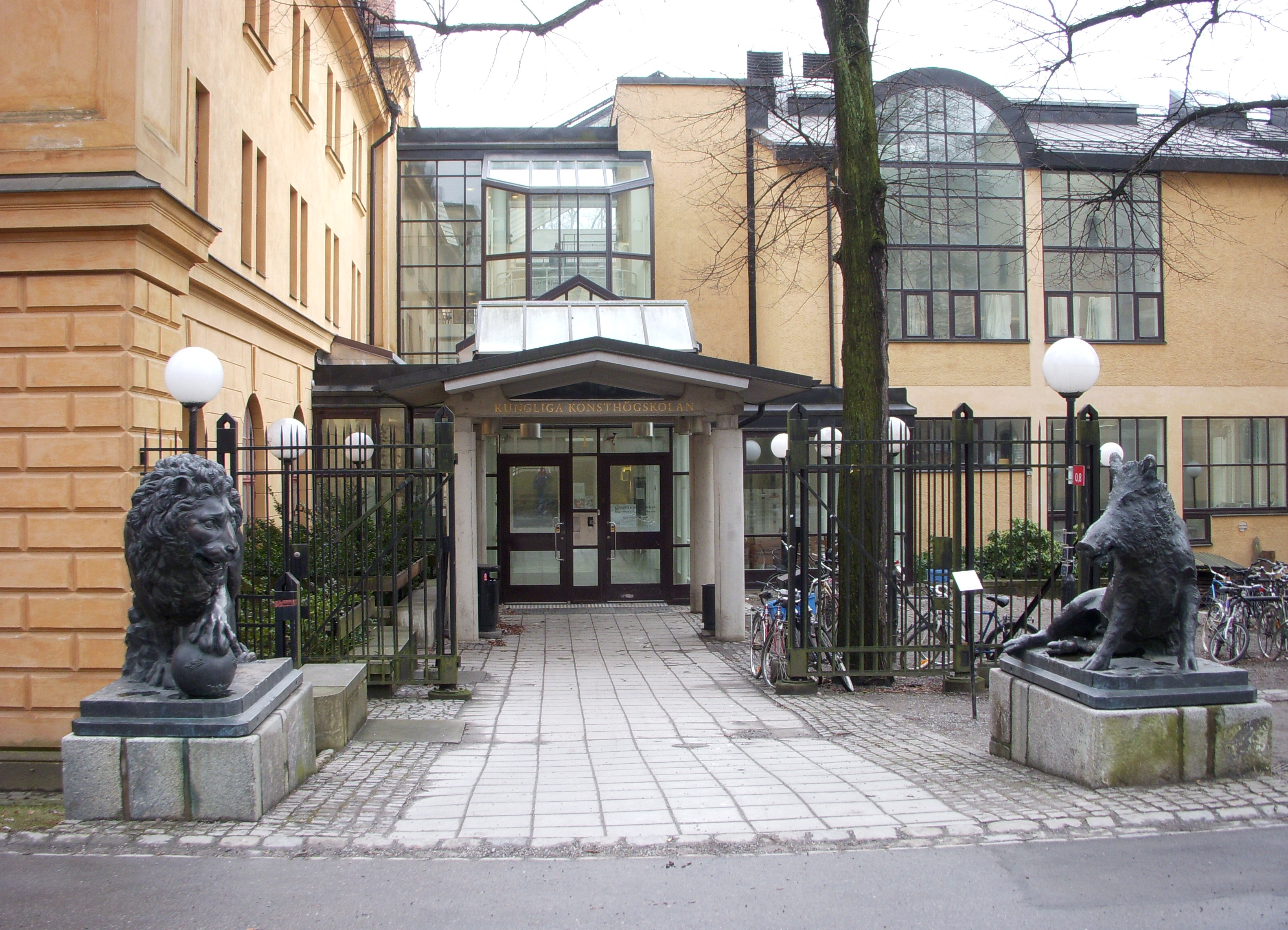
Lejonet och svinet, avgjutningarna i brons står sedan 1995 utanför entrén till Kungliga Konsthögskolan.

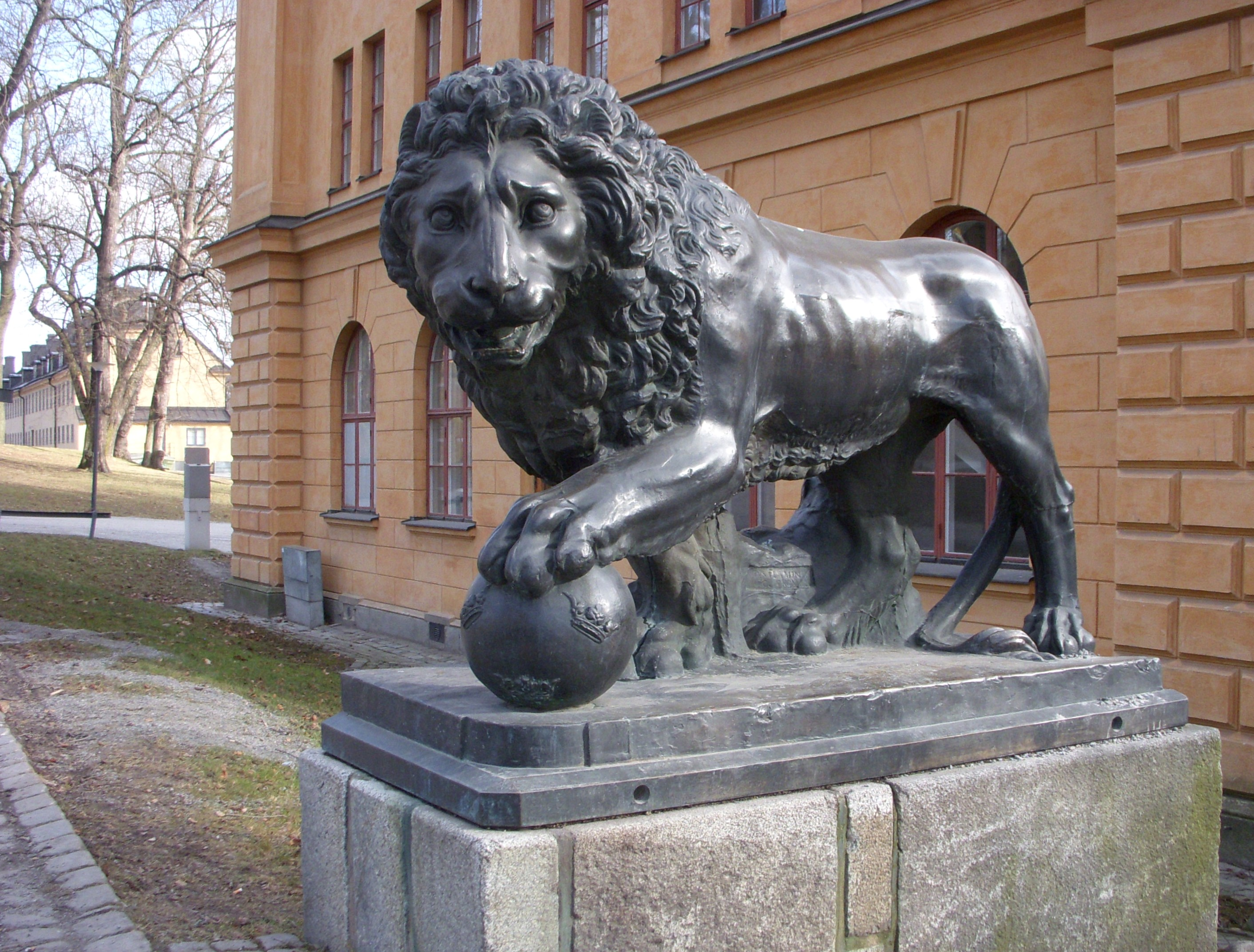
Bronslejonet vid Konsthögskolan.

Avgjutningar i brons av Lejonet och svinet utfördes av Heinrich Müllner och Mikael Beckman-Thoor. De står sedan 1995 utanför entrén till Kungliga Konsthögskolan på Skeppsholmen i Stockholm.
År 1978 skildes Kungliga konsthögskolan från Konstakademien, och i och med detta blev Kungliga konsthögskolan en fristående högskola. Undervisningen fortsatte dock att bedrivas i Konstakademiens lokaler på Fredsgatan 12 fram till 1995, då högskolan helt flyttade in i sina nya lokaler på Skeppsholmen. År 1995 flyttade således det sista av Kungliga Konsthögskolans undervisning från Konstakademiens hus på Fredsgatan till Konsthögskolan på Skeppsholmen i Stockholm och med nya verkstäder och ateljéer. Man ville ändå inte skiljas helt från sin historia. Inför Konsthögskolans utflyttning till Skeppsholmen 1995 beslöts därför att nya avgjutningar skulle göras av de två populära gipsstatyerna - ett lejon och ett vildsvin - som står på vardera sidan av trapphallen i Konstakademiens entré på Fredsgatan 12.
Originalgjutformarna i gips infördes av Nicodemus Tessin d.y. från Italien i slutet av 1600-talet och statyerna ingår i en samling som förvaltas av Konstakademien sedan dess tillkomst 1735. Konstnärerna Heinrich Müllner och Mikael Beckman-Thoor vid Konsthögskolan fick i uppdrag att färdigställa dessa avgjutningar, som nu står vid Kungliga Konsthögskolans huvudentré på Skeppsholmen. Heinrich Müllner var biträdande professor på Konsthögskolan under åren 1997–2009. Mikael Beckman-Thoor är kompositör, scenograf och ljudtekniker. De två identiska avgjutningarna av Lejonet och vildsvinet är i brons och de är således en referens och en hyllning till högskolans ursprung. 
Lejon-statyn är en kopia av Medici-lejonet av Flaminio Vacca (cirka 1570–1594), med tillägg av den svenska heraldiska nationalsymbolen tre kronor på klotet under lejonets vänstra tass. En avgjutning av lejonet utgör även det andra svenska lejonet i Narva, uppfört 2000. Det är även samma lejon som Bernhard Foucquet hade som utgångspunkt för Slottslejonen.
Svinet är en kopia av Porcellino av Pietro Tacca (cirka 1634).

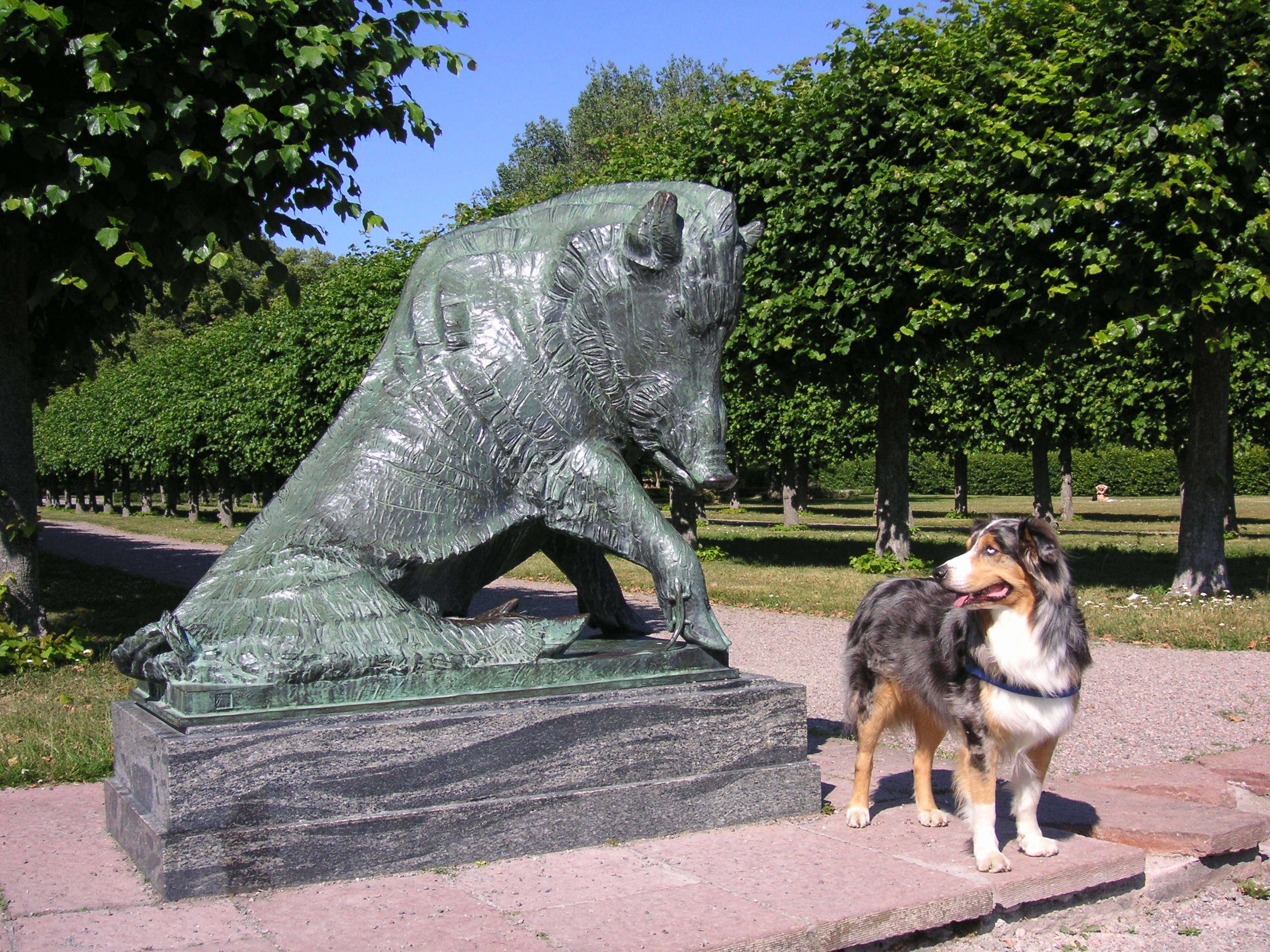
Carl Milles skulptur från 1929 visar ett av två vildsvin i skulpturgruppen Två vildsvin.
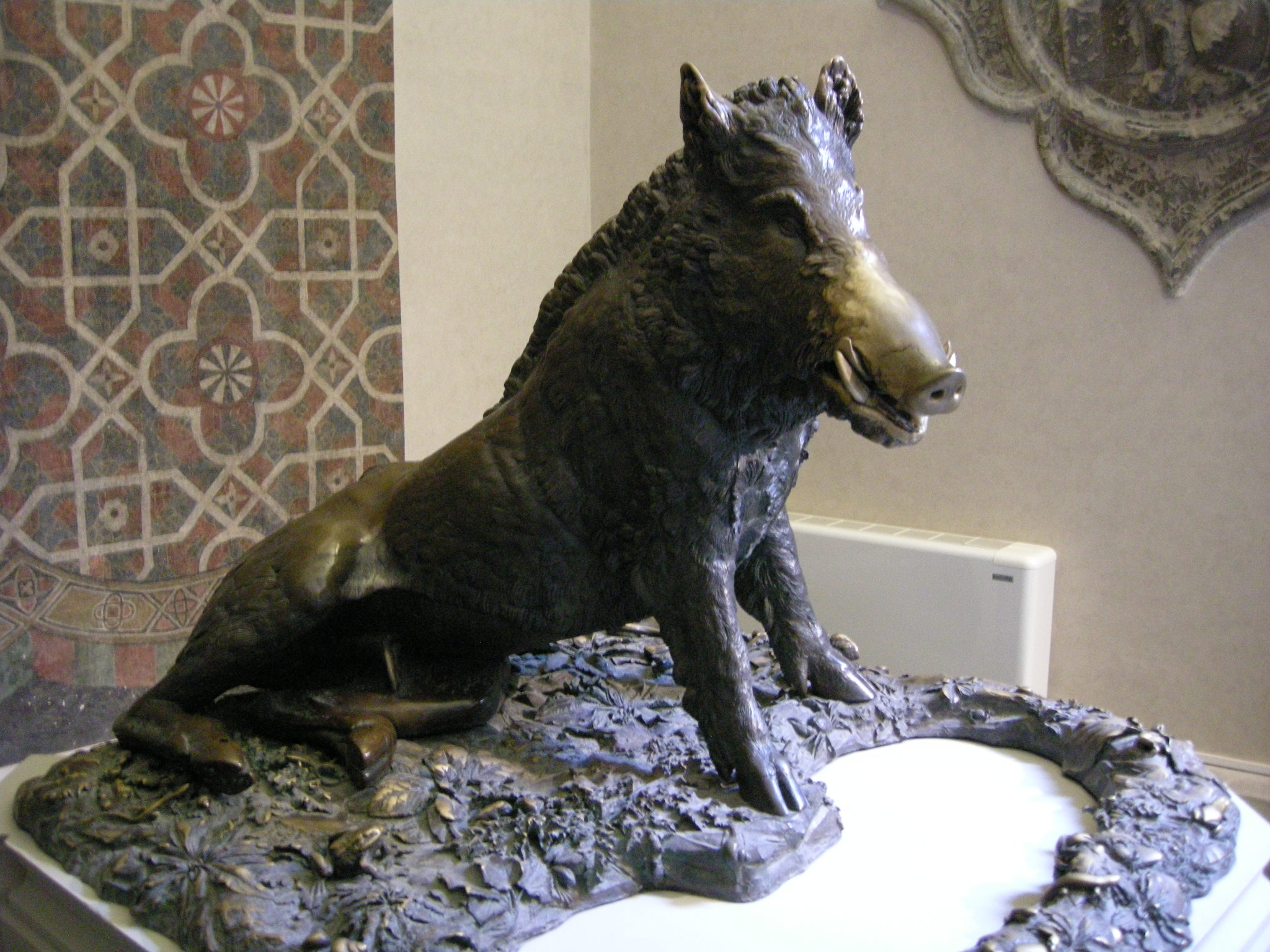
Vildsvinet Il Porcellino i brons av Pietro Tacca (1577-1640), Museo Bardini, Florens.
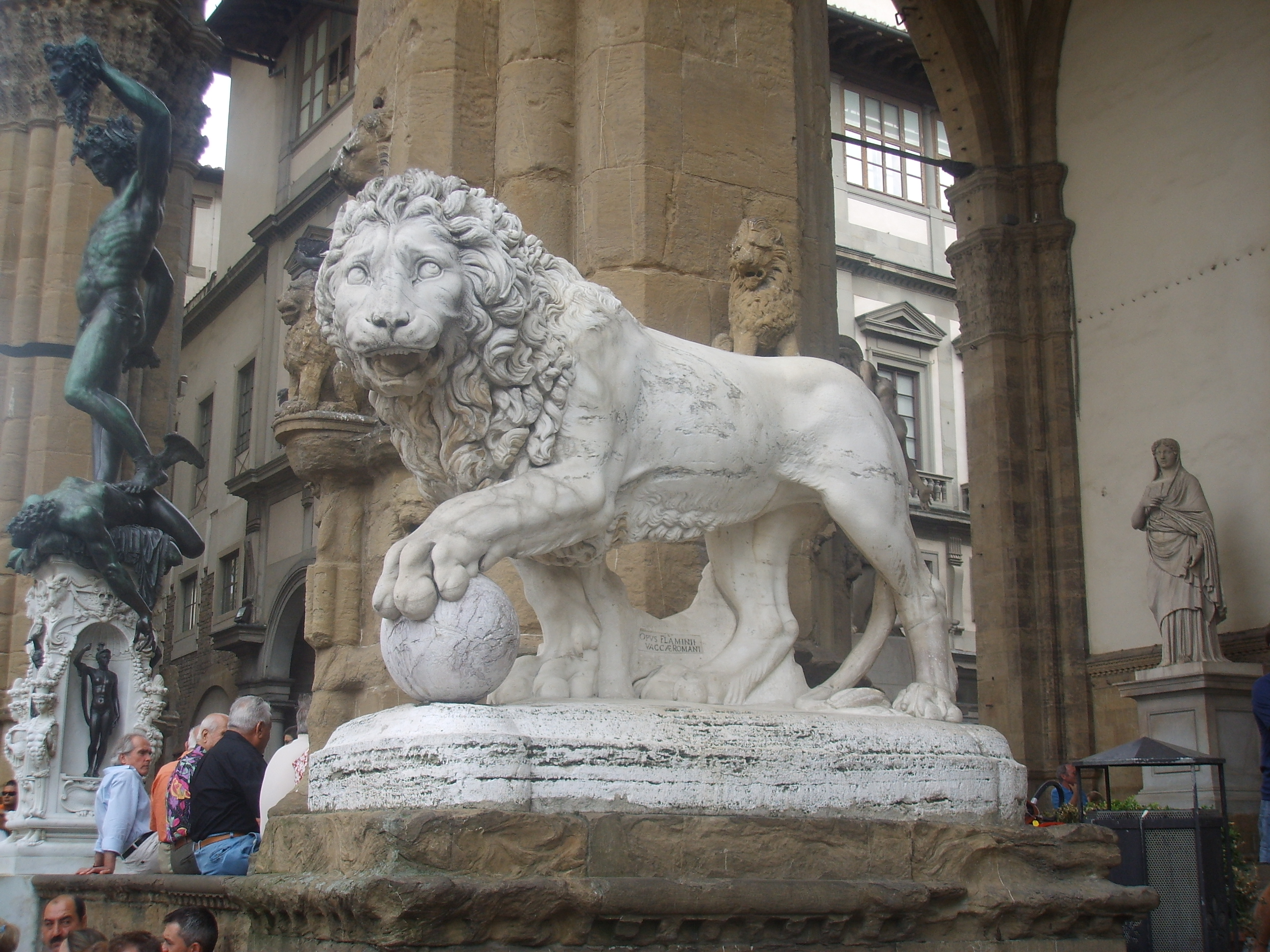
Lejonet av Flaminio Vacca, Loggia dei Lanzi, Florens.
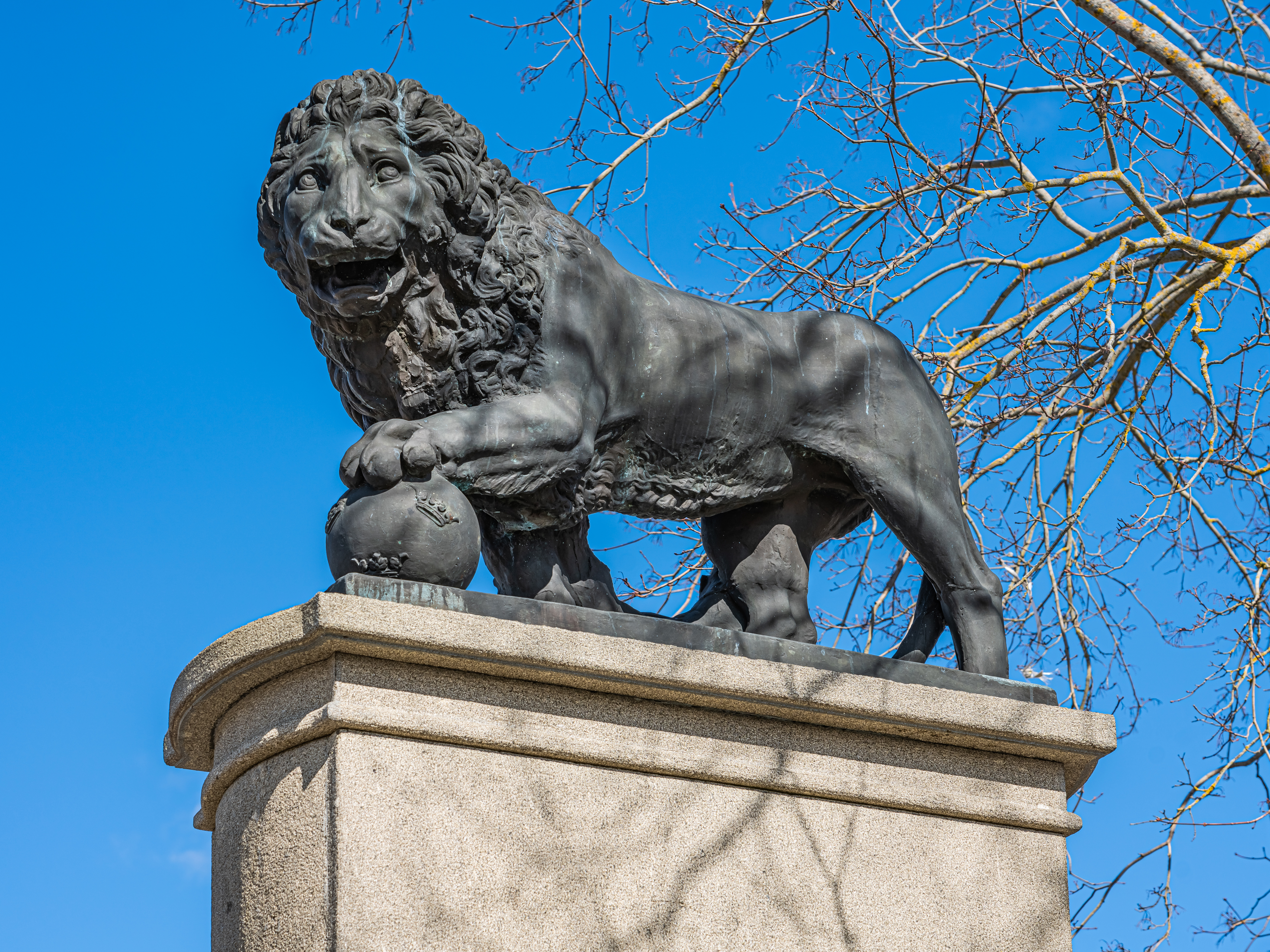
Svenska lejonet i Narva är en bronsavgjutning av den svenska Kungl. Konstakademiens lejon, vilket i sin tur är en tidig kopia av ett av Medici-lejonen.
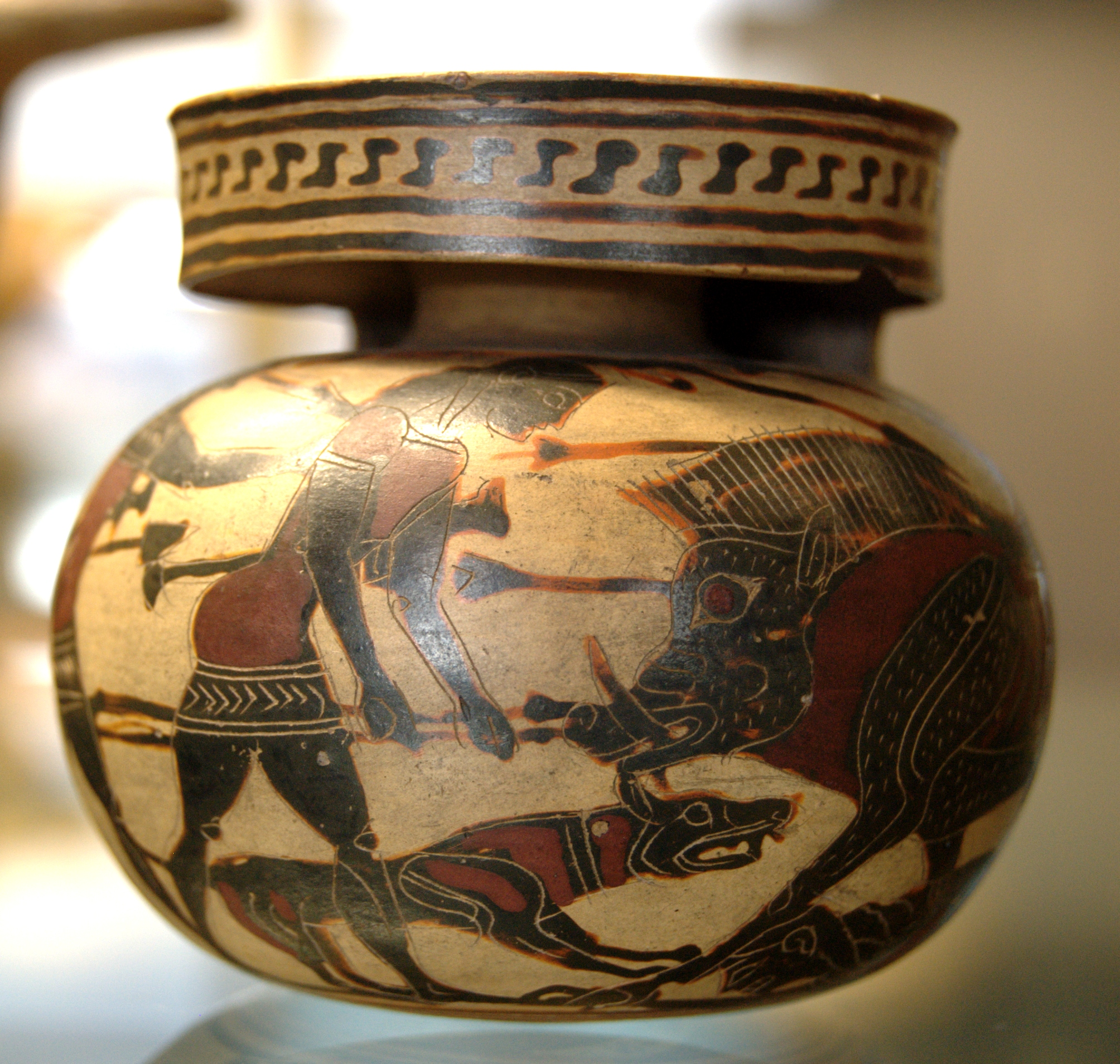
Jakten på det kalydoniska vildsvinet skildrat på en grekisk vasmålning från cirka 580 f.Kr.